# Colias phicomone
Colias phicomone là một loài bướm thuộc họ Pieridae. Chúng được tìm thấy ở núi Cantabria, Pyrenees, núi Carpathia và Anpơ. Nó bay ở độ cao từ 900 - 2800 mét. 
Sải cánh dài 40–50 mm. Chúng bay từ tháng 6 đến tháng 8 tùy theo địa điểm.
Ấu trùng ăn các loài Fabaceae.

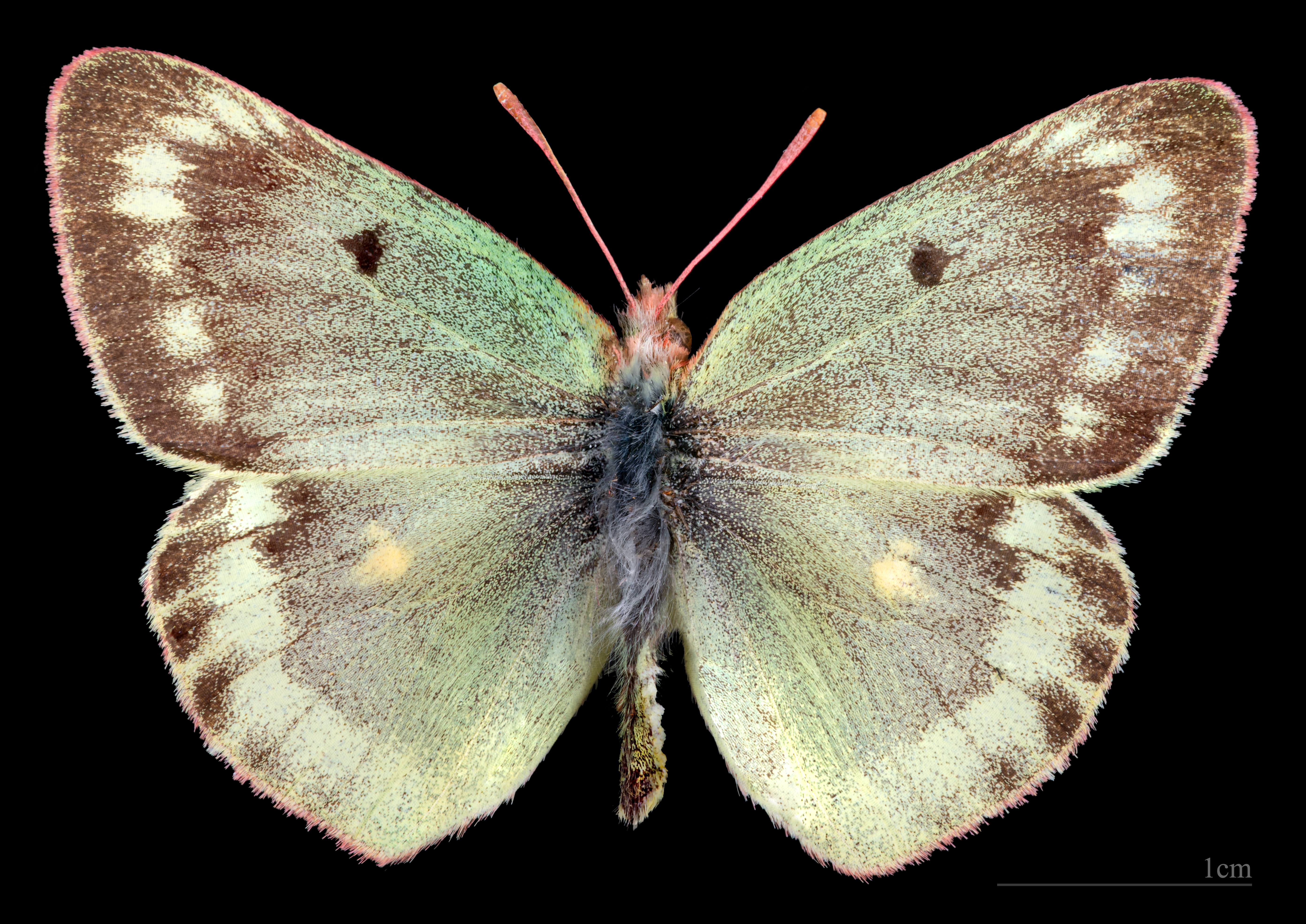
Colias phicomone ♂
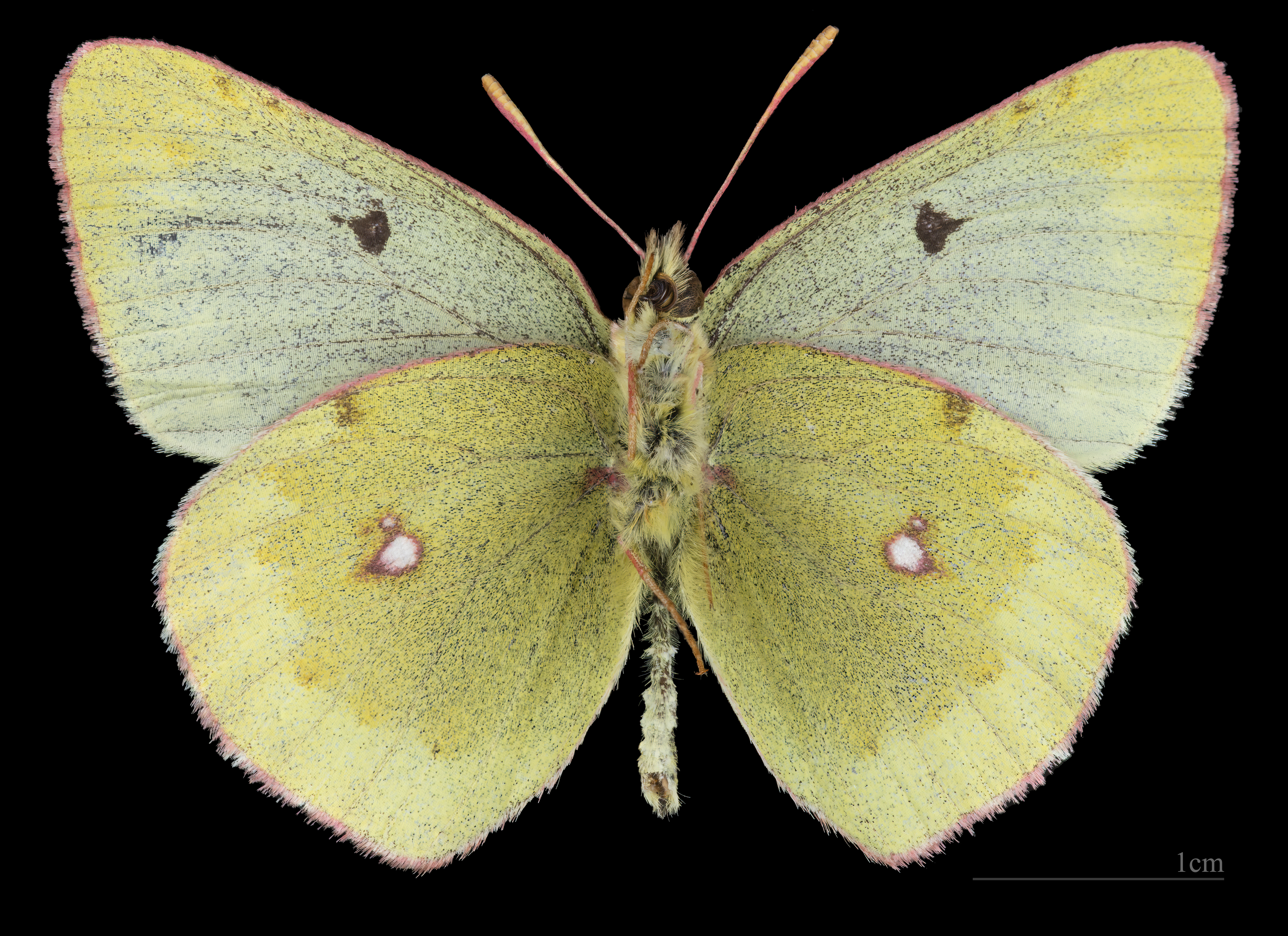
Colias phicomone ♂   △
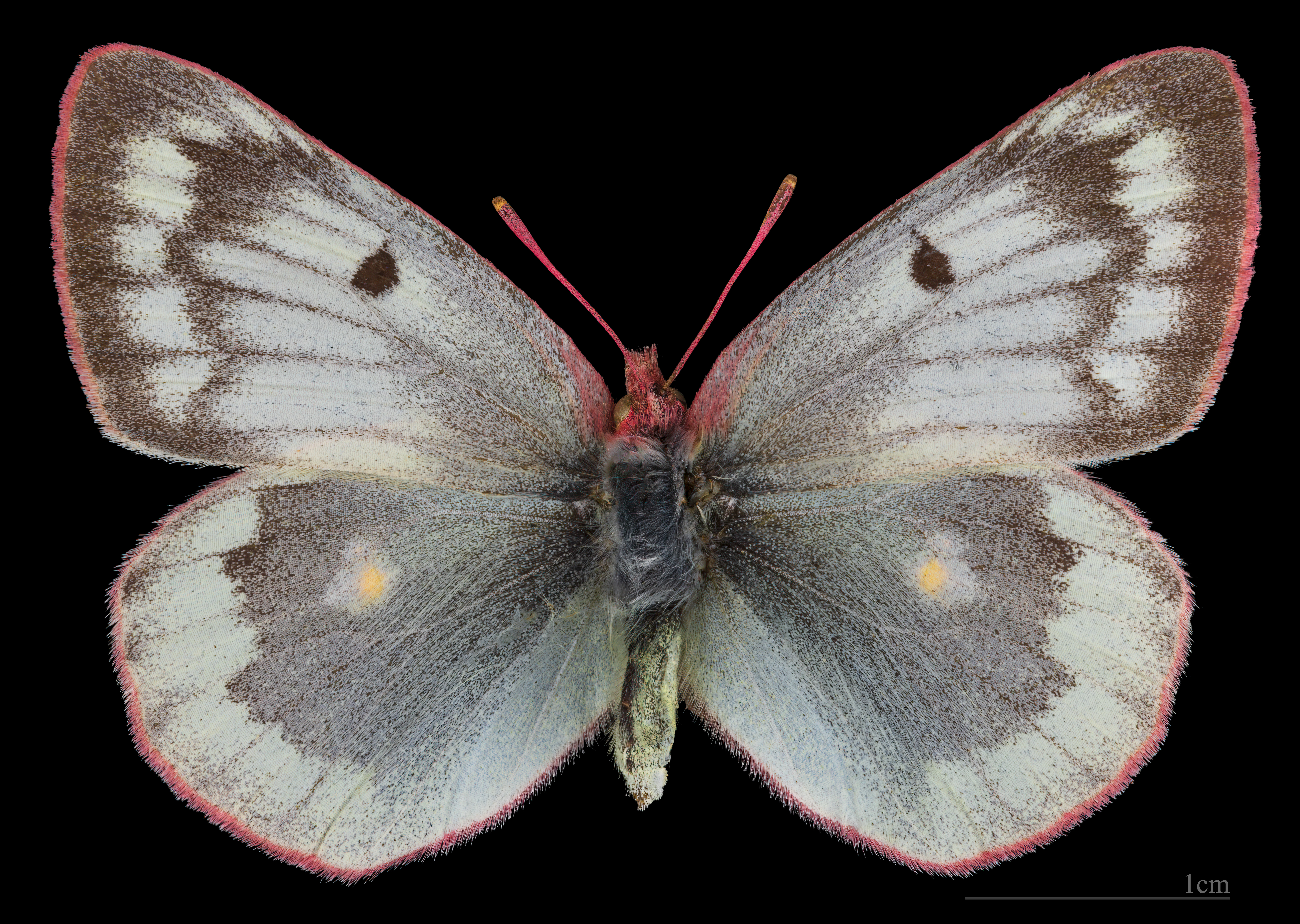
Colias phicomone ♀
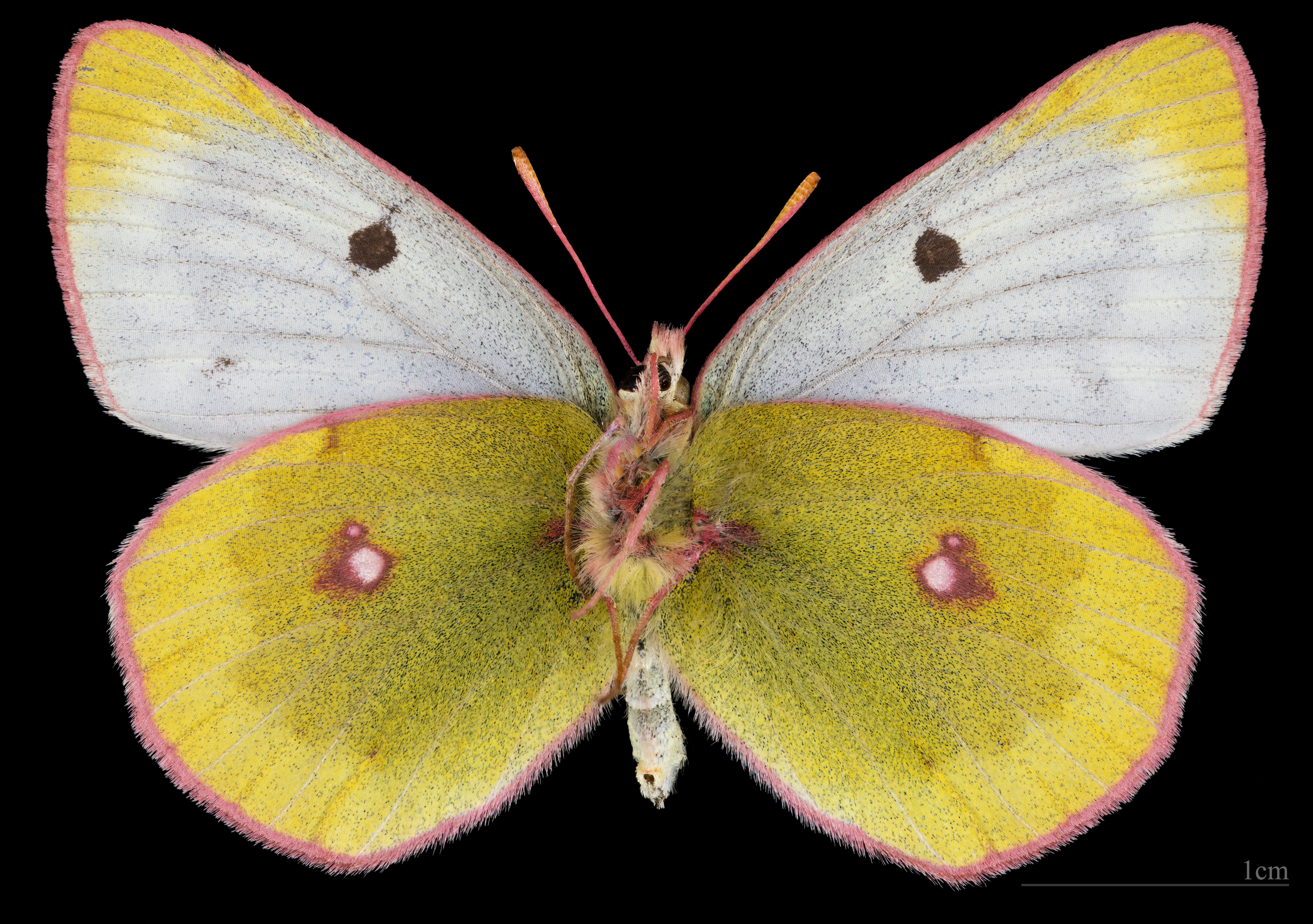
Colias phicomone ♀  △

## Hình ảnh

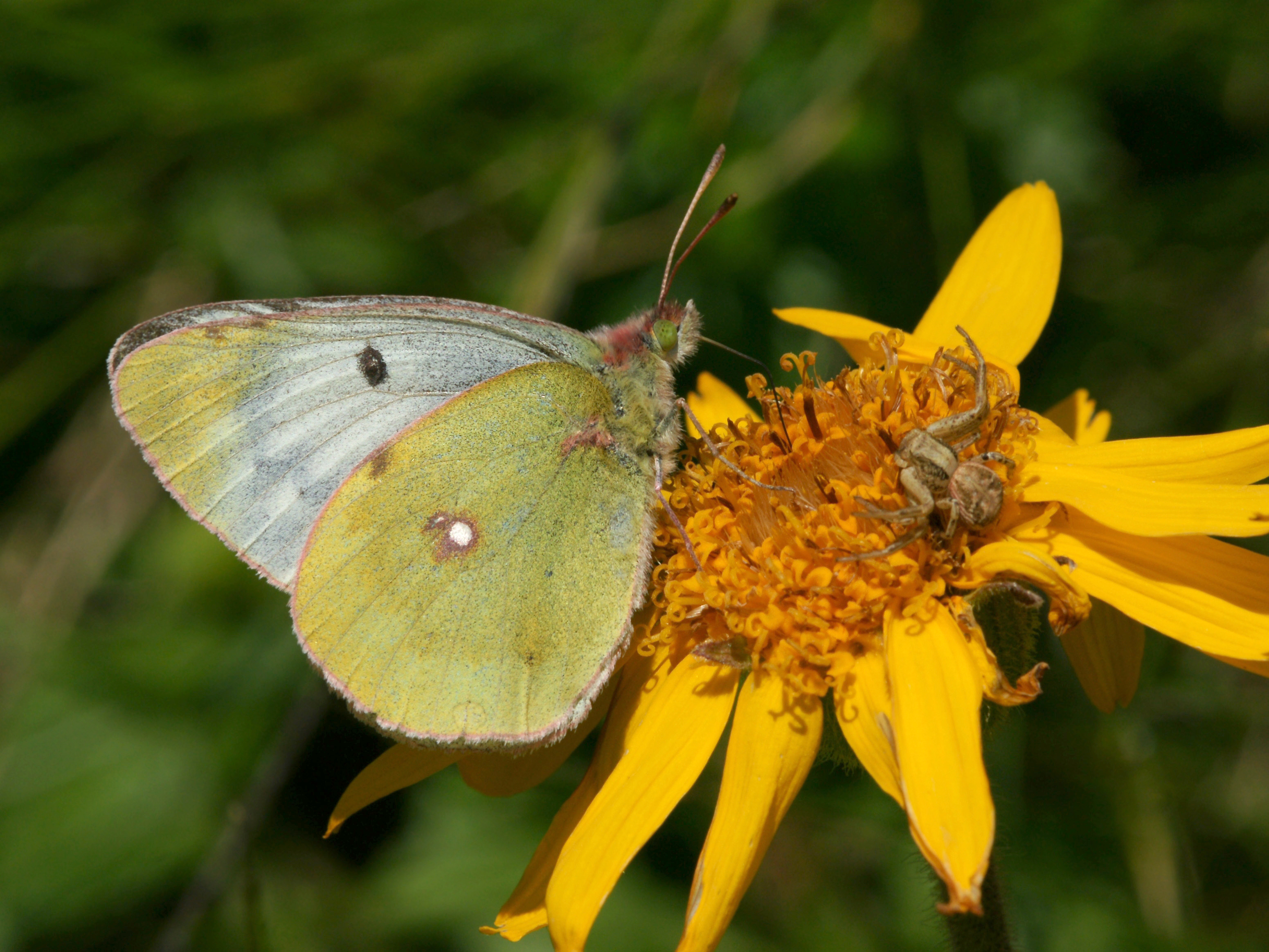
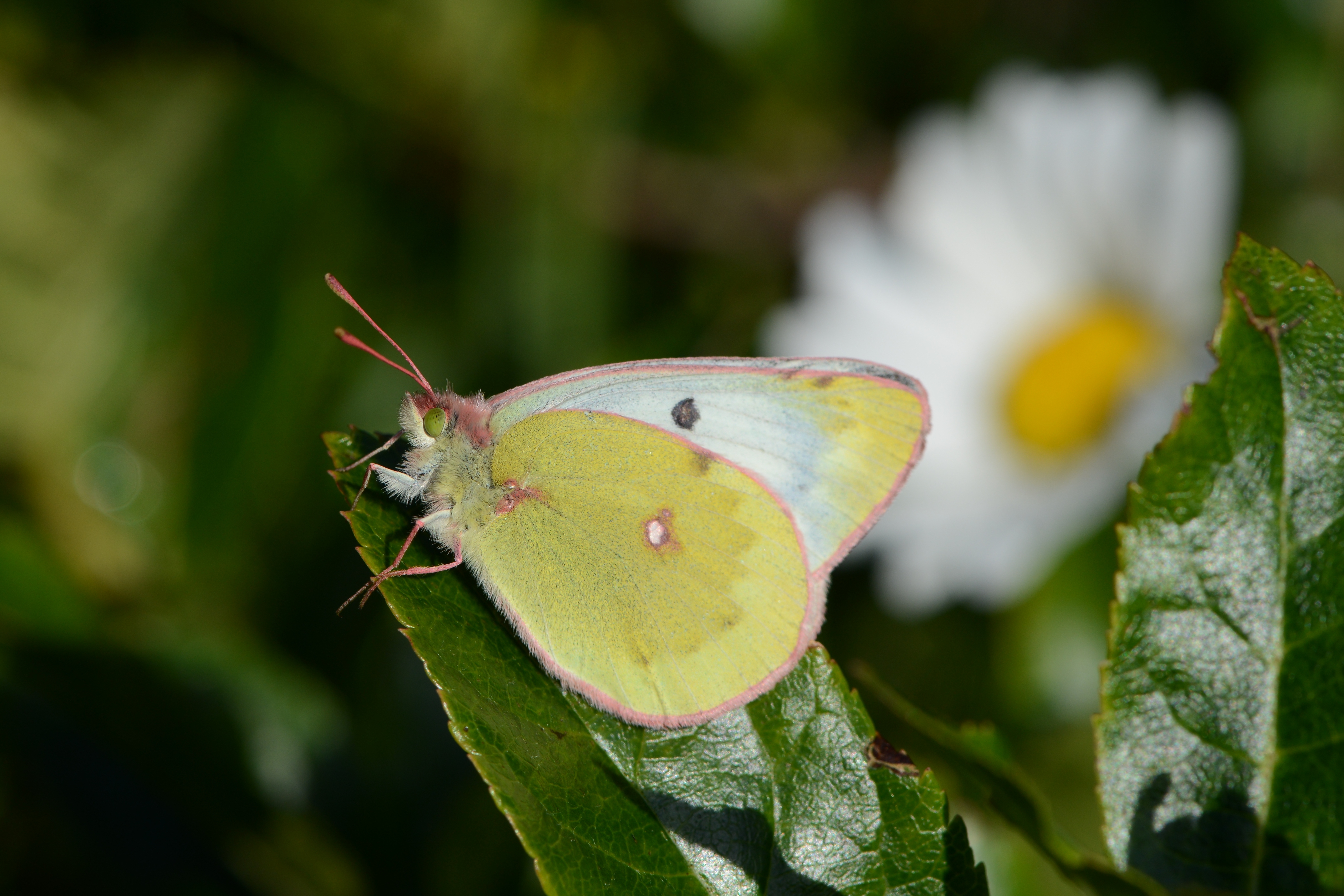
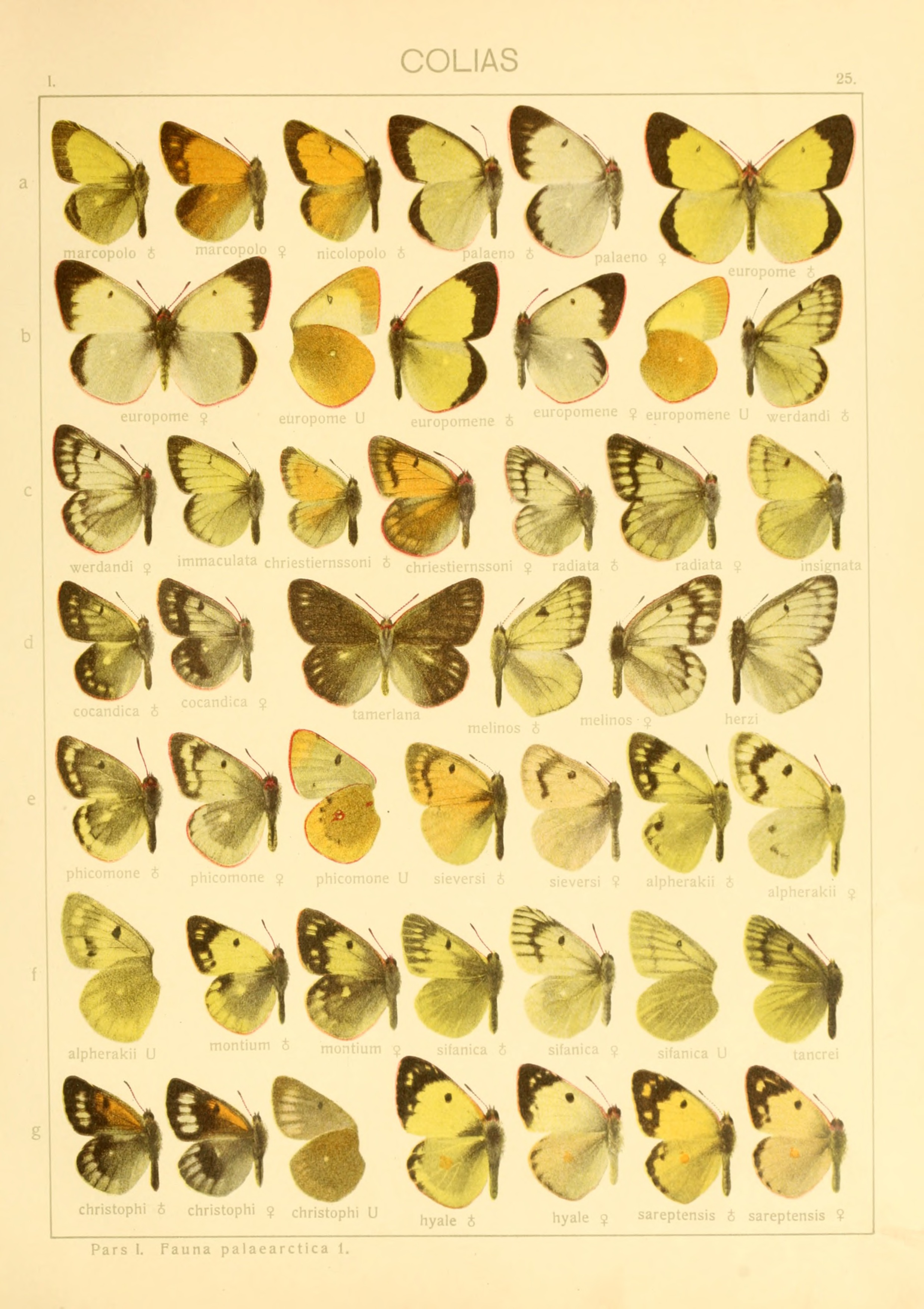